# Tomba Nera
La Tomba Nera (in ucraino Чорна могила?, Čorna mohyla; in russo Чёрная могила?, Čërnaja mogila) è un tumulo risalente alla fine del X secolo nel periodo della Rus' di Kiev. È un monumento archeologico di importanza nazionale a Černihiv nell'omonima oblast' dell'Ucraina.

## Storia

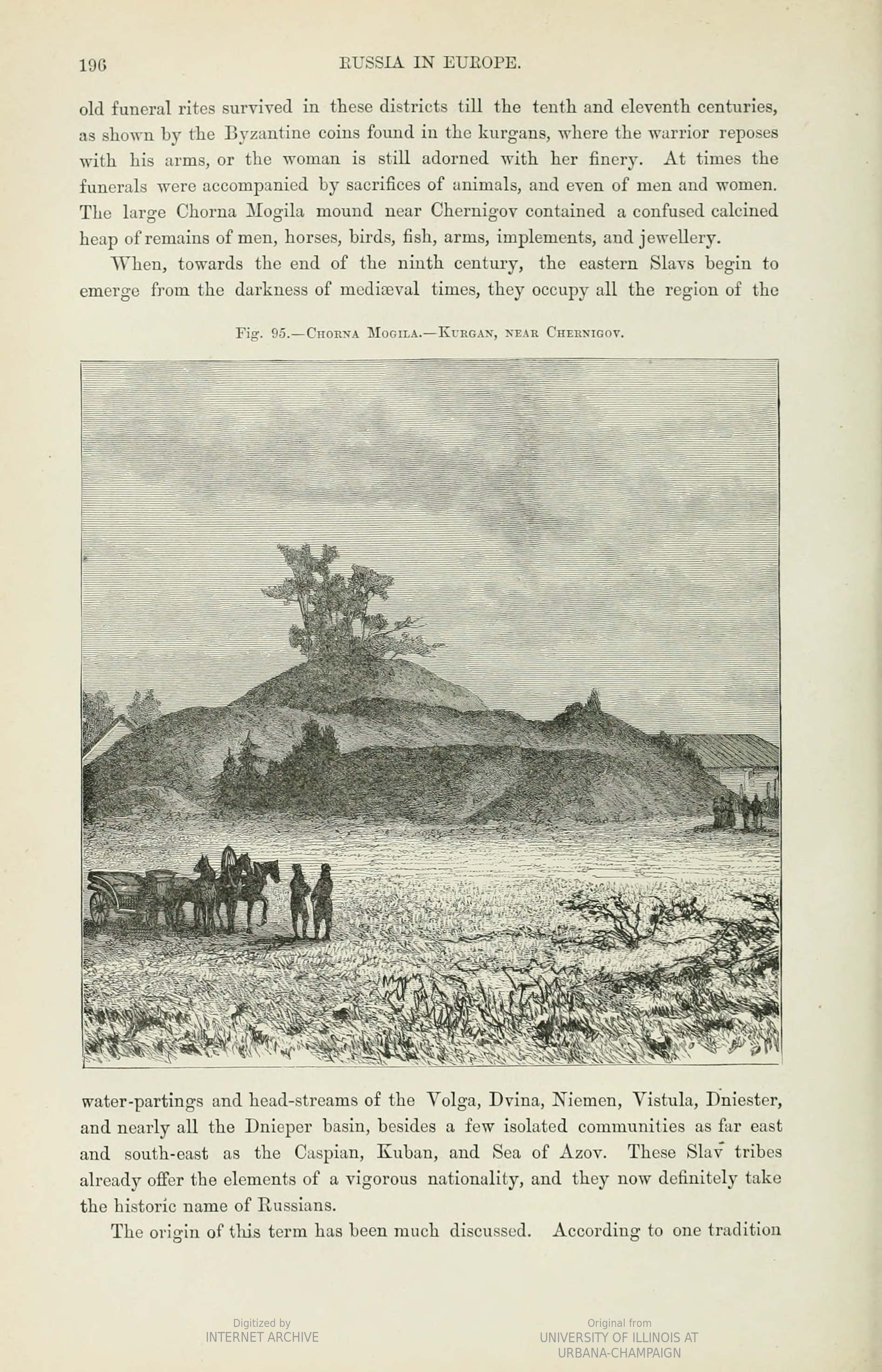
Il tumulo della Tomba Nera in un disegno del 1880

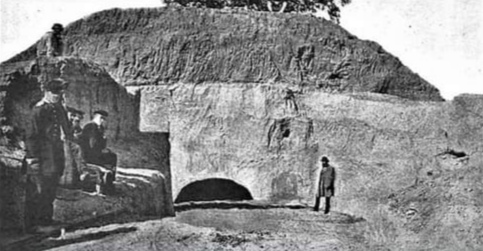
Scavi archeologici realizzati nel 1908

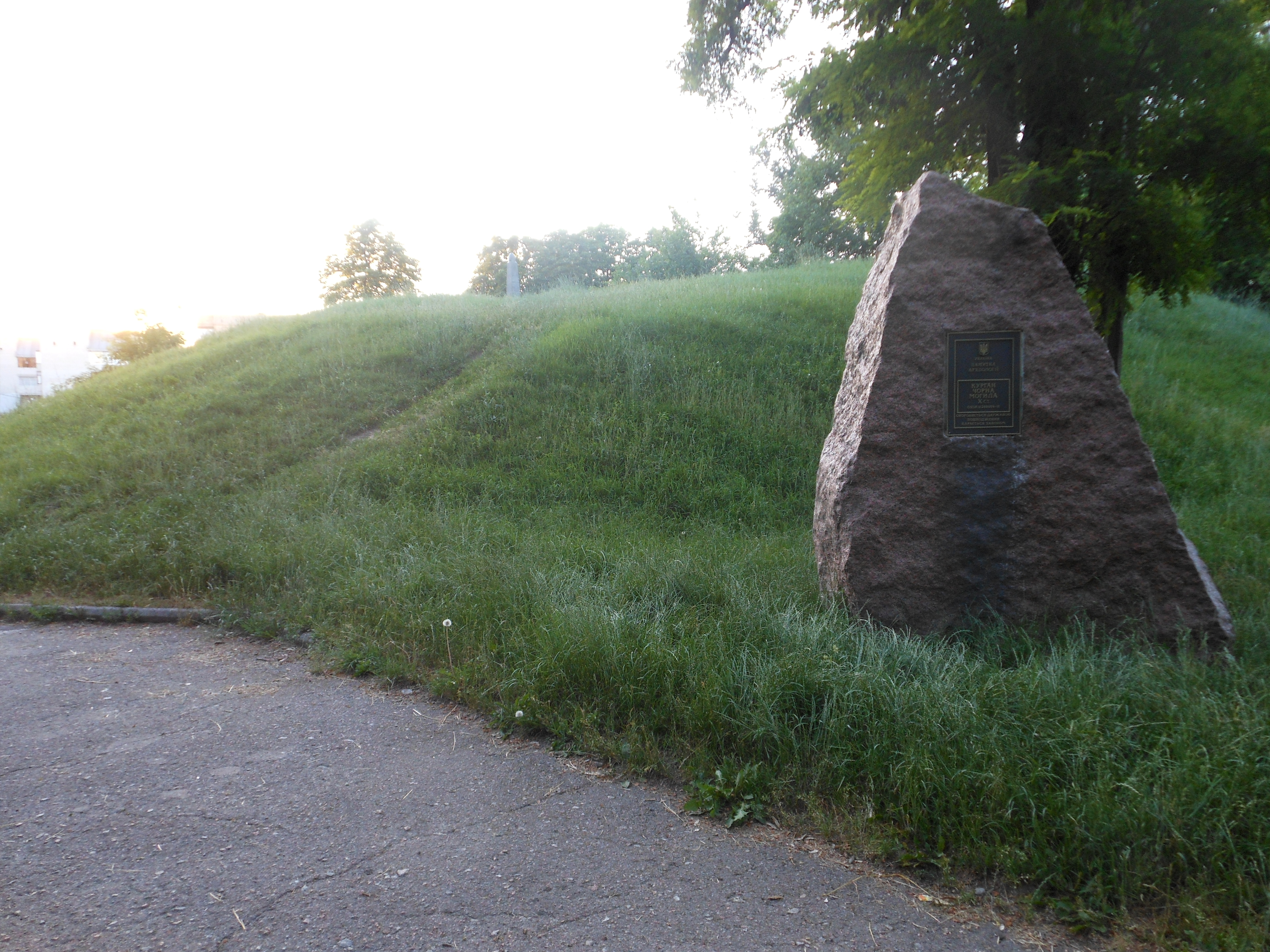
Cippo posto ad indicare il tumulo della Tomba Nera

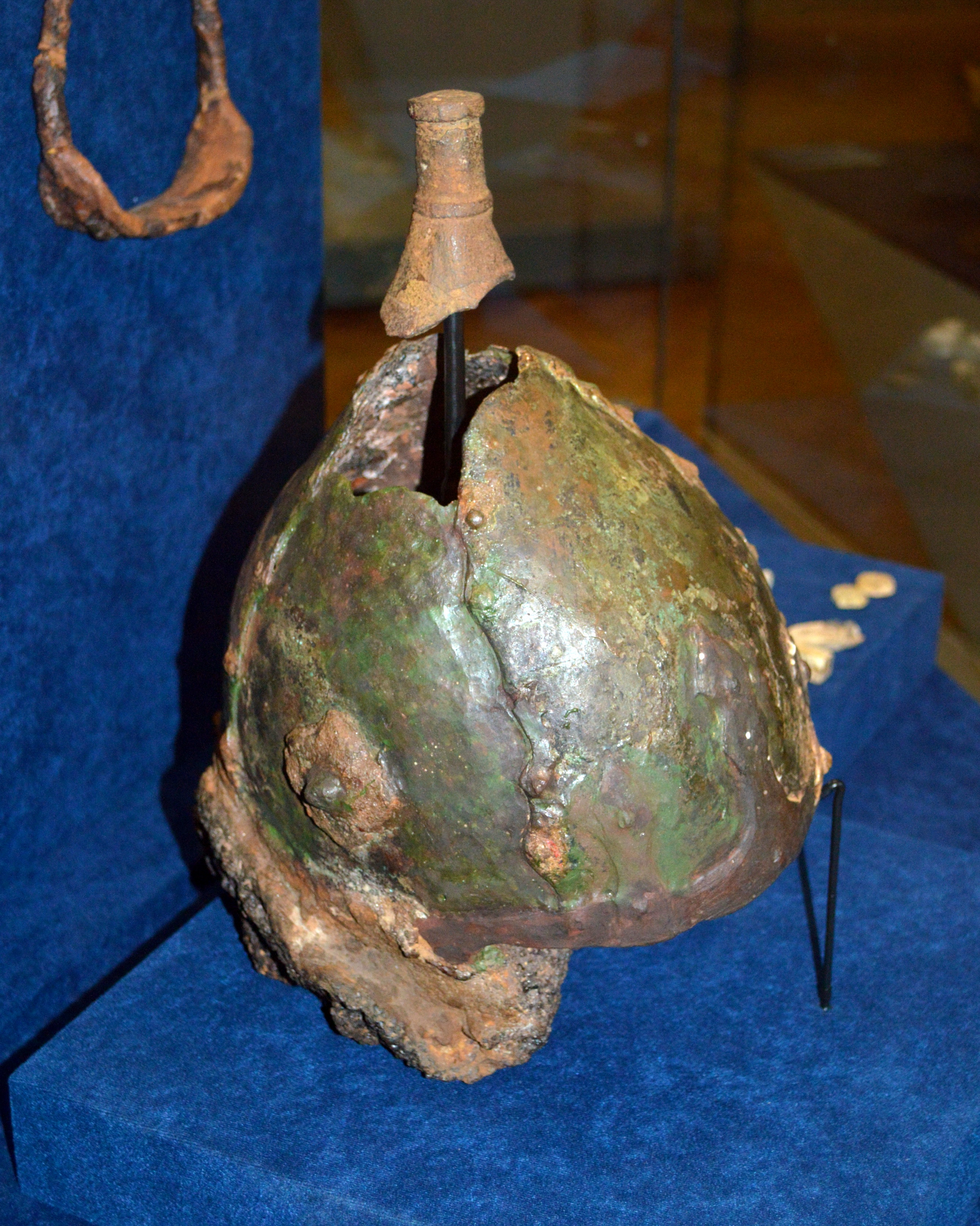
Elmo rinvenuto nella tomba

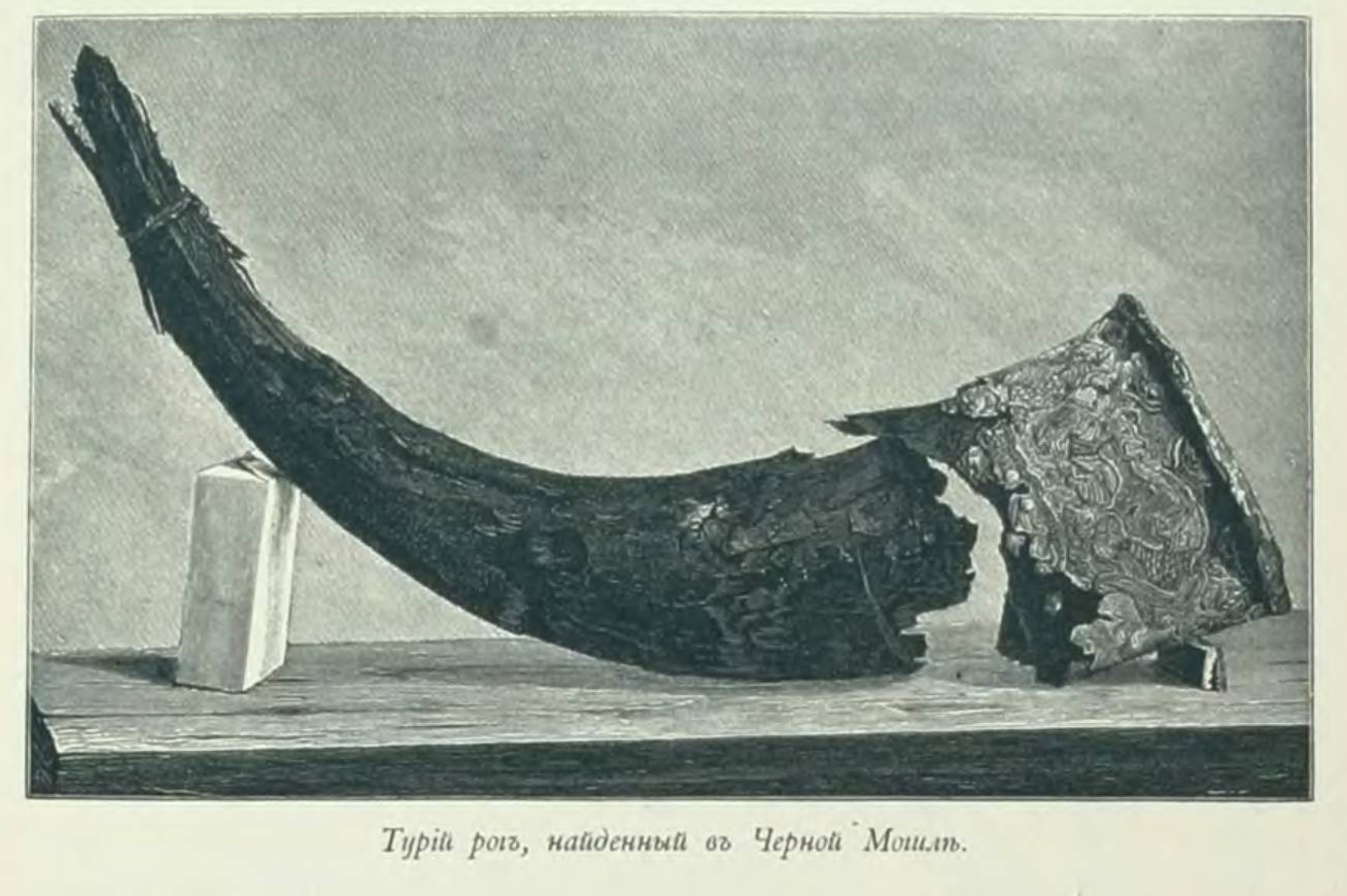
Corno riccamente decorato rinvenuto nella tomba

Dopo la fondazione della città, probabilmente tra il VII e l'VIII secolo, la sua prima menzione documentata risale al 907 nel trattato Rus'-bizantino firmato tra la Rus' di Kiev e l'Impero bizantino. Il periodo storico al quale viene fissata tale costruzione è negli ultimi anni del X secolo. La sua storia è legata alla popolazione della regione storica della Severia, formata da tribù dei primi slavi orientali che occupavano aree a est del medio fiume Dnepr e a sud-est del fiume Danubio.
Secondo la leggenda il principe e fondatore della città è stato sepolto nel tumulo. Anticamente era circondata da un fossato largo fino a 7 m e la sua struttura sembra legata alle antiche sepolture vichinghe. La Tomba Nera fu scoperta nel 1872 e studiata per la prima volta da Dmitri Yakovlevich Samokvasov. 

## Descrizione
Il tumulo, un tipico kurgan in uso anche nell'Europa orientale, è alto circa 11 metri con un diametro di circa 40 metri ed è il più grande della regione.

All'interno vi erano conservate le sepolture di due uomini e una donna; il corredo funerario comprendeva oltre 100 oggetti tra i quali spade, una lancia, una sella con staffe, un elmo, punte di freccia e uno scudo con raccordi in ottone.

Le persone sepolte appartenevano certamente alla classe dei guerrieri o all'élite sociale.